# Лахаму
Лахаму (𒀭𒆷𒄩𒈬, d la-ḫa-mu) — второстепенная фигура в некоторых вариантах месопотамской космологии, женский аналог Лахму.
В некоторых списках богов она была одним из предков Ану В Энума Элиш она — первенец Тиамат и Абзу. Её брат и муж — Лахму. Она является матерью Аншара и Кишар, которые, в свою очередь, были родителями Ану.
Исследователи XIX и начала XX веков рассматривали Лахму и Лахаму как изображения зодиака, родительских звезд или созвездий, но сейчас такое мнение признано ошибочным.